# Lauria
Lauria, en español Loria o Lluria, es una localidad italiana de la provincia de Potenza, región de Basilicata, con 13.504 habitantes. Es la ciudad históricamente más grande de la región histórica al sudoeste de Lucania. Es una pintoresca ciudad medieval, típicamente mediterránea. Entre su territorio y el de la cercana Scalea (en Calabria) nacieron muchos personajes ilustres, como el marino Roger de Lauria, que en 1283 se convertiría en almirante de la flota aragonesa poniendose al servicio de la Corona de Aragón tras las  Vísperas sicilianas en el Reino de Sicilia; y de su hijo, Jorge de Lauria, mercedario beatificado del que se celebra su conmemoración el 14 de julio.

## Evolución demográfica
| Gráfica de evolución demográfica de Lauria entre 1861 y 2008 |
|                                                              |
| Fuente ISTAT - Elaboración gráfica por parte de Wikipedia    |

## Cine
En el 2009 esta ciudad fue una de las incluidas en el rodaje de la película Basilicata coast to coast. En ella se veía a una banda de músicos atravesar la región Basilicata desde Maratea hasta Scanzano Jonico. El film fue dirigido por Rocco Papaleo, quien además se desempeñó como actor junto a Alessandro Gassman, Max Gazzè y Giovanna Mezzogiorno.